# Nathan Aké
Nathan Benjamin Aké (L'Aia, 18 febbraio 1995) è un calciatore olandese, difensore del Manchester City e della nazionale olandese.

## Biografia
Nathan Aké è nato nei Paesi Bassi da padre ivoriano e madre olandese.

## Caratteristiche tecniche
È un difensore centrale, mancino e forte fisicamente, abile in fase difensiva, si distingue per la sua capacità in fase d'impostazione del gioco ed anche in quello aereo, può ricoprire inoltre il ruolo di terzino sinistro o di centrocampista difensivo, dimostrando di essere un giocatore molto duttile tatticamente.
Ha dichiarato di ispirarsi a David Luiz.

## Carriera

### Club

#### Chelsea, Reading e Watford

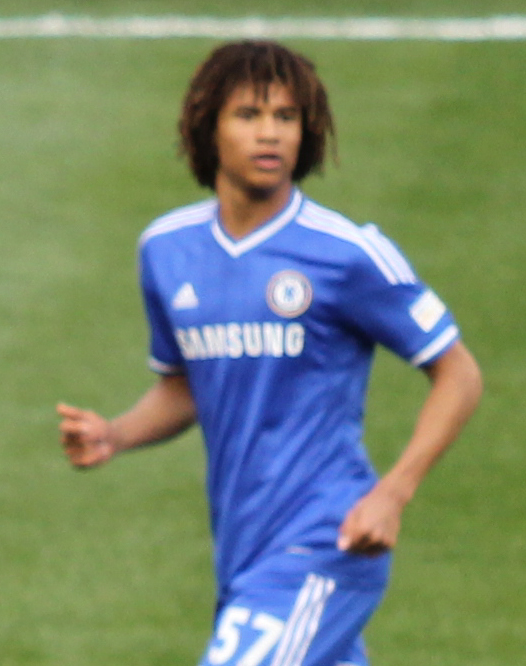
Aké con la maglia del Chelsea nel 2013.

Dopo essere cresciuto calcisticamente nei Paesi Bassi, passa nel 2011 nelle giovanili del club londinese del Chelsea.
Fa il suo debutto con la maglia della prima squadra il 26 dicembre 2012, nella vittoriosa trasferta di campionato contro il Norwich City (1-0). Il 27 febbraio 2013 disputa la sua prima gara da titolare, in occasione del match di FA Cup vinto contro il Middlesbrough (0-2). L'11 aprile seguente debutta in UEFA Europa League, disputando da titolare la trasferta di ritorno dei quarti di finale contro il Rubin (3-2). Il 15 maggio si fregia quindi della vittoria dell'Europa League, conquistata a scapito del Benfica (2-1).
Dopo un'annata 2013-2014 trascorsa in sordina, il 21 ottobre 2014 Aké fa il suo debutto in UEFA Champions League, subentrando nella ripresa del successo sul Maribor (6-0). Il 1º marzo 2015 conquista la sua prima Coppa di Lega, vinta contro il Tottenham (2-0).
Il 25 marzo 2015, l'olandese si trasferisce in prestito fino al 22 aprile al Reading, allora militante in Championship. Debutta nella seconda serie inglese il 4 aprile seguente, in occasione della gara interna contro il Cardiff City (1-1). Di ritorno ai Blues, il 3 maggio 2015 si laurea campione d'Inghilterra, in virtù del successo del Chelsea sul Crystal Palace (1-0).
Il 14 agosto 2015, il centrale olandese viene ceduto al Watford, con la formula del prestito secco. Esordisce col nuovo club undici giorni più tardi, in occasione del match di Coppa di Lega perso contro il Preston N.E. (1-0). Il 20 dicembre 2015 realizza il suo primo centro tra i professionisti, contribuendo al successo di campionato sul Liverpool (3-0).

#### Bournemouth
Di ritorno al Chelsea, il 29 giugno 2016 viene ceduto al Bournemouth, nuovamente in prestito. Debutta con il nuovo club il 21 agosto seguente, in occasione della trasferta di campionato contro il West Ham Utd (1-0). Il 19 novembre 2016 mette a segno la sua prima matcatura con i Cherries, decidendo il match di campionato contro lo Stoke City (0-1).
L'8 gennaio 2017 viene richiamato dal prestito per concludere la stagione con il Chelsea momentaneamente primo in classifica. Torna a vestire la maglia dei Blues il 28 gennaio successivo in occasione del 4º turno di FA Cup vinto, per 4-0 contro il Brentford. Il 30 aprile torna a disputare una partita di campionato con la maglia del Chelsea, dopo un anno ed undici mesi dall'ultima in occasione della vittoria esterna per 0-3 contro l'Everton. Il 13 maggio successivo vince il suo secondo campionato con la maglia dei Blues mentre il 27 maggio dello stesso mese perde la finale di FA Cup contro l'Arsenal.
Il 30 giugno 2017, il Bournemouth annuncia il riacquisto a titolo definitivo del calciatore olandese. Nelle successive tre stagioni, il difensore si guadagna un posto fermo nell'undici titolare della formazione inglese.

#### Manchester City
Il 5 agosto 2020 viene ufficializzato il trasferimento a titolo definitivo dell'olandese al Manchester City, a fronte di un corrispettivo fisso di 40 milioni di sterline, diventando così la cessione più onerosa nella storia del Bournemouth. Debutta con i Citizens il 21 settembre seguente, in occasione della gara esterna di campionato contro il Wolverhampton (1-3). Sei giorni più tardi, il difensore mette a referto la prima marcatura con il nuovo club, pur non evitando la reboante sconfitta interna per mano del Leicester City (2-5).
Giunto alla sua seconda stagione con il Manchester City, il 15 settembre 2021 l'olandese mette a segno il suo primo centro internazionale in occasione del successo interno di UEFA Champions League contro il RB Lipsia (6-3).

### Nazionale

#### Giovanile
Ha rappresentato la nazionale Under-17 olandese e nazionale Under-19 olandese. In entrambe le selezioni ha indossato anche la fascia di capitano e con l'Under-17 ha vinto due titoli europei nell'edizioni del 2011 e del 2012.

#### Maggiore
Il 31 maggio 2017 fa il suo esordio in nazionale maggiore in occasione dell'amichevole vinta per 1-2 contro il Marocco. Il 4 giugno 2018 realizza la sua prima rete in nazionale nell'amichevole pareggiata 1-1 contro l'Italia.
Dopo aver preso alla fase finale della UEFA Nations League 2018-2019, nel 2021 viene poi convocato all’Europeo, manifestazione in cui scende in campo in due occasioni.

## Statistiche

### Presenze e reti nei club
Statistiche aggiornate al 2 marzo 2025.
| Stagione               | Squadra                | Campionato             | Campionato | Campionato | Coppe nazionali | Coppe nazionali | Coppe nazionali | Coppe continentali | Coppe continentali | Coppe continentali | Altre coppe | Altre coppe | Altre coppe | Totale | Totale |
| Stagione               | Squadra                | Comp                   | Pres       | Reti       | Comp            | Pres            | Reti            | Comp               | Pres               | Reti               | Comp        | Pres        | Reti        | Pres   | Reti   |
| ---------------------- | ---------------------- | ---------------------- | ---------- | ---------- | --------------- | --------------- | --------------- | ------------------ | ------------------ | ------------------ | ----------- | ----------- | ----------- | ------ | ------ |
| 2012-2013              | Chelsea                | PL                     | 3          | 0          | FACup+CdL       | 1+0             | 0               | UCL+UEL            | 0+2                | 0                  | CS+SU+Cmc   | 0+0+0       | 0           | 6      | 0      |
| 2013-2014              | Chelsea                | PL                     | 1          | 0          | FACup+CdL       | 0+0             | 0               | UCL                | 0                  | 0                  | SU          | 0           | 0           | 1      | 0      |
| 2014-mar. 2015         | Chelsea                | PL                     | 1          | 0          | FACup+CdL       | 1+2             | 0               | UCL                | 1                  | 0                  | -           | -           | -           | 5      | 0      |
| mar.-giu. 2015         | Reading                | FLC                    | 5          | 0          | FACup+CdL       | 0+0             | 0               | -                  | -                  | -                  | -           | -           | -           | 5      | 0      |
| 2015-2016              | Watford                | PL                     | 24         | 1          | FACup+CdL       | 3+1             | 0               | -                  | -                  | -                  | -           | -           | -           | 28     | 1      |
| 2016-gen. 2017         | Bournemouth            | PL                     | 10         | 3          | FACup+CdL       | 0+2             | 0               | -                  | -                  | -                  | -           | -           | -           | 12     | 3      |
| gen.-giu. 2017         | Chelsea                | PL                     | 2          | 0          | FACup+CdL       | 3+0             | 0               | -                  | -                  | -                  | -           | -           | -           | 5      | 0      |
| Totale Chelsea         | Totale Chelsea         | Totale Chelsea         | 7          | 0          |                 | 7               | 0               |                    | 3                  | 0                  |             | 0           | 0           | 17     | 0      |
| 2017-2018              | Bournemouth            | PL                     | 38         | 2          | FACup+CdL       | 1+1             | 0               | -                  | -                  | -                  | -           | -           | -           | 40     | 2      |
| 2018-2019              | Bournemouth            | PL                     | 38         | 4          | FACup+CdL       | 0+1             | 0               | -                  | -                  | -                  | -           | -           | -           | 39     | 4      |
| 2019-2020              | Bournemouth            | PL                     | 29         | 2          | FACup+CdL       | 1+0             | 0               | -                  | -                  | -                  | -           | -           | -           | 30     | 2      |
| Totale Bournemouth     | Totale Bournemouth     | Totale Bournemouth     | 115        | 11         |                 | 6               | 0               |                    | -                  | -                  |             | -           | -           | 121    | 11     |
| 2020-2021              | Manchester City        | PL                     | 10         | 1          | FACup+CdL       | 0+1             | 0               | UCL                | 2                  | 0                  | -           | -           | -           | 13     | 1      |
| 2021-2022              | Manchester City        | PL                     | 14         | 2          | FACup+CdL       | 5+1             | 0               | UCL                | 6                  | 1                  | CS          | 1           | 0           | 27     | 3      |
| 2022-2023              | Manchester City        | PL                     | 26         | 1          | FACup+CdL       | 3+3             | 1+1             | UCL                | 7                  | 0                  | CS          | 1           | 0           | 40     | 3      |
| 2023-2024              | Manchester City        | PL                     | 29         | 2          | FACup+CdL       | 4+1             | 1+0             | UCL                | 7                  | 0                  | CS+SU+Cmc   | 0+1+2       | 0           | 44     | 3      |
| 2024-2025              | Manchester City        | PL                     | 10         | 0          | FACup+CdL       | 2+1             | 0               | UCL                | 4                  | 0                  | CS+Cmc      | 1+0         | 0           | 18     | 0      |
| Totale Manchester City | Totale Manchester City | Totale Manchester City | 89         | 6          |                 | 21              | 3               |                    | 26                 | 1                  |             | 6           | 0           | 142    | 10     |
| Totale carriera        | Totale carriera        | Totale carriera        | 240        | 18         |                 | 38              | 3               |                    | 30                 | 1                  |             | 6           | 0           | 314    | 22     |

### Cronologia presenze e reti in nazionale
| Cronologia completa delle presenze e delle reti in nazionale ― Paesi Bassi | Cronologia completa delle presenze e delle reti in nazionale ― Paesi Bassi | Cronologia completa delle presenze e delle reti in nazionale ― Paesi Bassi | Cronologia completa delle presenze e delle reti in nazionale ― Paesi Bassi | Cronologia completa delle presenze e delle reti in nazionale ― Paesi Bassi | Cronologia completa delle presenze e delle reti in nazionale ― Paesi Bassi | Cronologia completa delle presenze e delle reti in nazionale ― Paesi Bassi | Cronologia completa delle presenze e delle reti in nazionale ― Paesi Bassi |
| Data                                                                       | Città                                                                      | In casa                                                                    | Risultato                                                                  | Ospiti                                                                     | Competizione                                                               | Reti                                                                       | Note                                                                       |
| -------------------------------------------------------------------------- | -------------------------------------------------------------------------- | -------------------------------------------------------------------------- | -------------------------------------------------------------------------- | -------------------------------------------------------------------------- | -------------------------------------------------------------------------- | -------------------------------------------------------------------------- | -------------------------------------------------------------------------- |
| 31-5-2017                                                                  | Marrakech                                                                  | Marocco                                                                    | 1 – 2                                                                      | Paesi Bassi                                                                | Amichevole                                                                 | -                                                                          |                                                                            |
| 9-6-2017                                                                   | Rotterdam                                                                  | Paesi Bassi                                                                | 5 – 0                                                                      | Lussemburgo                                                                | Qual. Mondiali 2018                                                        | -                                                                          | 82’                                                                        |
| 10-10-2017                                                                 | Amsterdam                                                                  | Paesi Bassi                                                                | 2 – 0                                                                      | Svezia                                                                     | Qual. Mondiali 2018                                                        | -                                                                          |                                                                            |
| 9-11-2017                                                                  | Aberdeen                                                                   | Scozia                                                                     | 0 – 1                                                                      | Paesi Bassi                                                                | Amichevole                                                                 | -                                                                          |                                                                            |
| 14-11-2017                                                                 | Bucarest                                                                   | Romania                                                                    | 0 – 3                                                                      | Paesi Bassi                                                                | Amichevole                                                                 | -                                                                          |                                                                            |
| 26-3-2018                                                                  | Ginevra                                                                    | Portogallo                                                                 | 0 – 3                                                                      | Paesi Bassi                                                                | Amichevole                                                                 | -                                                                          |                                                                            |
| 4-6-2018                                                                   | Torino                                                                     | Italia                                                                     | 1 – 1                                                                      | Paesi Bassi                                                                | Amichevole                                                                 | 1                                                                          | 70’                                                                        |
| 13-10-2018                                                                 | Amsterdam                                                                  | Paesi Bassi                                                                | 3 – 0                                                                      | Germania                                                                   | UEFA Nations League 2018-2019 - 1º turno                                   | -                                                                          | 77’                                                                        |
| 16-10-2018                                                                 | Bruxelles                                                                  | Belgio                                                                     | 1 – 1                                                                      | Paesi Bassi                                                                | Amichevole                                                                 | -                                                                          |                                                                            |
| 16-11-2018                                                                 | Rotterdam                                                                  | Paesi Bassi                                                                | 2 – 0                                                                      | Francia                                                                    | UEFA Nations League 2018-2019 - 1º turno                                   | -                                                                          | 90+1’                                                                      |
| 6-9-2019                                                                   | Amburgo                                                                    | Germania                                                                   | 2 – 4                                                                      | Paesi Bassi                                                                | Qual. Euro 2020                                                            | -                                                                          | 81’                                                                        |
| 16-11-2019                                                                 | Belfast                                                                    | Irlanda del Nord                                                           | 0 – 0                                                                      | Paesi Bassi                                                                | Qual. Euro 2020                                                            | -                                                                          | 90’                                                                        |
| 19-11-2019                                                                 | Amsterdam                                                                  | Paesi Bassi                                                                | 5 – 0                                                                      | Estonia                                                                    | Qual. Euro 2020                                                            | 1                                                                          |                                                                            |
| 4-9-2020                                                                   | Amsterdam                                                                  | Paesi Bassi                                                                | 1 – 0                                                                      | Polonia                                                                    | UEFA Nations League 2020-2021 - 1º turno                                   | -                                                                          |                                                                            |
| 7-9-2020                                                                   | Amsterdam                                                                  | Paesi Bassi                                                                | 0 – 1                                                                      | Italia                                                                     | UEFA Nations League 2020-2021 - 1º turno                                   | -                                                                          | 81’                                                                        |
| 7-10-2020                                                                  | Amsterdam                                                                  | Paesi Bassi                                                                | 0 – 1                                                                      | Messico                                                                    | Amichevole                                                                 | -                                                                          | 46’                                                                        |
| 11-10-2020                                                                 | Zenica                                                                     | Bosnia ed Erzegovina                                                       | 0 – 0                                                                      | Paesi Bassi                                                                | UEFA Nations League 2020-2021 - 1º turno                                   | -                                                                          | 86’                                                                        |
| 14-10-2020                                                                 | Bergamo                                                                    | Italia                                                                     | 1 – 1                                                                      | Paesi Bassi                                                                | UEFA Nations League 2020-2021 - 1º turno                                   | -                                                                          |                                                                            |
| 11-11-2020                                                                 | Amsterdam                                                                  | Paesi Bassi                                                                | 1 – 1                                                                      | Spagna                                                                     | Amichevole                                                                 | -                                                                          | 6’                                                                         |
| 6-6-2021                                                                   | Enschede                                                                   | Paesi Bassi                                                                | 3 – 0                                                                      | Georgia                                                                    | Amichevole                                                                 | -                                                                          | 46’                                                                        |
| 13-6-2021                                                                  | Amsterdam                                                                  | Paesi Bassi                                                                | 3 – 2                                                                      | Ucraina                                                                    | Euro 2020 - 1º turno                                                       | -                                                                          | 64’                                                                        |
| 17-6-2021                                                                  | Amsterdam                                                                  | Paesi Bassi                                                                | 2 – 0                                                                      | Austria                                                                    | Euro 2020 - 1º turno                                                       | -                                                                          | 64’                                                                        |
| 16-11-2021                                                                 | Rotterdam                                                                  | Paesi Bassi                                                                | 2 – 0                                                                      | Norvegia                                                                   | Qual. Mondiali 2022                                                        | -                                                                          | 89’                                                                        |
| 26-3-2022                                                                  | Amsterdam                                                                  | Paesi Bassi                                                                | 4 – 2                                                                      | Danimarca                                                                  | Amichevole                                                                 | 1                                                                          | 76’                                                                        |
| 29-3-2022                                                                  | Amsterdam                                                                  | Paesi Bassi                                                                | 1 – 1                                                                      | Germania                                                                   | Amichevole                                                                 | -                                                                          | 74’                                                                        |
| 3-6-2022                                                                   | Bruxelles                                                                  | Belgio                                                                     | 1 – 4                                                                      | Paesi Bassi                                                                | UEFA Nations League 2022-2023 - 1º turno                                   | -                                                                          | 74’                                                                        |
| 11-6-2022                                                                  | Rotterdam                                                                  | Paesi Bassi                                                                | 2 – 2                                                                      | Polonia                                                                    | UEFA Nations League 2022-2023 - 1º turno                                   | -                                                                          |                                                                            |
| 22-9-2022                                                                  | Varsavia                                                                   | Polonia                                                                    | 0 – 2                                                                      | Paesi Bassi                                                                | UEFA Nations League 2022-2023 - 1º turno                                   | -                                                                          | 32’                                                                        |
| 25-9-2022                                                                  | Amsterdam                                                                  | Paesi Bassi                                                                | 1 – 0                                                                      | Belgio                                                                     | UEFA Nations League 2022-2023 - 1º turno                                   | -                                                                          | 46’                                                                        |
| 21-11-2022                                                                 | Doha                                                                       | Senegal                                                                    | 0 – 2                                                                      | Paesi Bassi                                                                | Mondiali 2022 - 1º turno                                                   | -                                                                          |                                                                            |
| 25-11-2022                                                                 | Al Rayyan                                                                  | Paesi Bassi                                                                | 1 – 1                                                                      | Ecuador                                                                    | Mondiali 2022 - 1º turno                                                   | -                                                                          |                                                                            |
| 29-11-2022                                                                 | Al Khawr                                                                   | Paesi Bassi                                                                | 2 – 0                                                                      | Qatar                                                                      | Mondiali 2022 - 1º turno                                                   | -                                                                          | 52’                                                                        |
| 3-12-2022                                                                  | Al Rayyan                                                                  | Paesi Bassi                                                                | 3 – 1                                                                      | Stati Uniti                                                                | Mondiali 2022 - Ottavi di finale                                           | -                                                                          | 90+3’                                                                      |
| 9-12-2022                                                                  | Lusail                                                                     | Paesi Bassi                                                                | 2 – 2 dts (3 – 4 dtr)                                                      | Argentina                                                                  | Mondiali 2022 - Quarti di finale                                           | -                                                                          |                                                                            |
| 24-3-2023                                                                  | Saint-Denis                                                                | Francia                                                                    | 4 – 0                                                                      | Paesi Bassi                                                                | Qual. Euro 2024                                                            | -                                                                          |                                                                            |
| 27-3-2023                                                                  | Rotterdam                                                                  | Paesi Bassi                                                                | 3 – 0                                                                      | Gibilterra                                                                 | Qual. Euro 2024                                                            | 2                                                                          |                                                                            |
| 14-6-2023                                                                  | Rotterdam                                                                  | Paesi Bassi                                                                | 2 – 4 dts                                                                  | Croazia                                                                    | UEFA Nations League 2022-2023 - Semifinale                                 | -                                                                          | 106’                                                                       |
| 18-6-2023                                                                  | Enschede                                                                   | Paesi Bassi                                                                | 2 – 3                                                                      | Italia                                                                     | UEFA Nations League 2022-2023 - Finale 3º posto                            | -                                                                          |                                                                            |
| 7-9-2023                                                                   | Eindhoven                                                                  | Paesi Bassi                                                                | 3 – 0                                                                      | Grecia                                                                     | Qual. Euro 2024                                                            | -                                                                          | 43’ 46’                                                                    |
| 10-9-2023                                                                  | Dublino                                                                    | Irlanda                                                                    | 1 – 2                                                                      | Paesi Bassi                                                                | Qual. Euro 2024                                                            | -                                                                          |                                                                            |
| 13-10-2023                                                                 | Eindhoven                                                                  | Paesi Bassi                                                                | 1 – 2                                                                      | Francia                                                                    | Qual. Euro 2024                                                            | -                                                                          | 80’                                                                        |
| 16-10-2023                                                                 | Atene                                                                      | Grecia                                                                     | 0 – 1                                                                      | Paesi Bassi                                                                | Qual. Euro 2024                                                            | -                                                                          |                                                                            |
| 22-3-2024                                                                  | Amsterdam                                                                  | Paesi Bassi                                                                | 4 – 0                                                                      | Scozia                                                                     | Amichevole                                                                 | -                                                                          |                                                                            |
| 26-3-2024                                                                  | Francoforte sul Meno                                                       | Germania                                                                   | 2 – 1                                                                      | Paesi Bassi                                                                | Amichevole                                                                 | -                                                                          |                                                                            |
| 10-6-2024                                                                  | Rotterdam                                                                  | Paesi Bassi                                                                | 4 – 0                                                                      | Islanda                                                                    | Amichevole                                                                 | -                                                                          | 66’                                                                        |
| 16-6-2024                                                                  | Amburgo                                                                    | Polonia                                                                    | 1 – 2                                                                      | Paesi Bassi                                                                | Euro 2024 - 1º turno                                                       | -                                                                          | 87’                                                                        |
| 21-6-2024                                                                  | Lipsia                                                                     | Paesi Bassi                                                                | 0 – 0                                                                      | Francia                                                                    | Euro 2024 - 1º turno                                                       | -                                                                          |                                                                            |
| 25-6-2024                                                                  | Berlino                                                                    | Paesi Bassi                                                                | 2 – 3                                                                      | Austria                                                                    | Euro 2024 - 1º turno                                                       | -                                                                          | 65’                                                                        |
| 2-7-2024                                                                   | Monaco di Baviera                                                          | Romania                                                                    | 0 – 3                                                                      | Paesi Bassi                                                                | Euro 2024 - Ottavi di finale                                               | -                                                                          | 69’                                                                        |
| 6-7-2024                                                                   | Berlino                                                                    | Paesi Bassi                                                                | 2 – 1                                                                      | Turchia                                                                    | Euro 2024 - Quarti di finale                                               | -                                                                          | 54’ 73’                                                                    |
| 10-7-2024                                                                  | Dortmund                                                                   | Paesi Bassi                                                                | 1 – 2                                                                      | Inghilterra                                                                | Euro 2024 - Semifinale                                                     | -                                                                          |                                                                            |
| 7-9-2024                                                                   | Eindhoven                                                                  | Paesi Bassi                                                                | 5 – 2                                                                      | Bosnia ed Erzegovina                                                       | UEFA Nations League 2024-2025 - 1º turno                                   | -                                                                          | 66’                                                                        |
| 10-9-2024                                                                  | Amsterdam                                                                  | Paesi Bassi                                                                | 2 – 2                                                                      | Germania                                                                   | UEFA Nations League 2024-2025 - 1º turno                                   | -                                                                          | 45’                                                                        |
| 7-6-2025                                                                   | Helsinki                                                                   | Finlandia                                                                  | 0 – 2                                                                      | Paesi Bassi                                                                | Qual. Mondiali 2026                                                        | -                                                                          | 62’                                                                        |
| Totale                                                                     |                                                                            | Presenze                                                                   | 54                                                                         |                                                                            | Reti                                                                       | 5                                                                          |                                                                            |

## Palmarès

### Club

#### Competizioni nazionali
- Coppa di Lega inglese: 1

Manchester City: 2020-2021
- Campionato inglese: 6

Chelsea: 2014-2015, 2016-2017
Manchester City: 2020-2021, 2021-2022, 2022-2023, 2023-2024
- Coppa d'Inghilterra: 1

Manchester City: 2022-2023
- Community Shield: 1

Manchester City: 2024

#### Competizioni internazionali
- UEFA Europa League: 1

Chelsea: 2012-2013
- UEFA Champions League: 1

Manchester City: 2022-2023
- Supercoppa UEFA: 1

Manchester City: 2023
- Coppa del mondo per club: 1

Manchester City: 2023

### Nazionale
- Campionato d'Europa Under-17: 1

Slovenia 2012